# 布朗斯維爾 (馬里蘭州)
布朗斯維爾（英語：Brownsville）是位於美國馬里蘭州華盛頓縣的一個普查規定居民點。

## 人口
根據2020年美國人口普查的數據，布朗斯維爾的面積為0.73平方千米，當中陸地面積為0.73平方千米，而水域面積為0.00平方千米。當地共有人口102人，而人口密度為每平方千米139.73人。